# Cœur-de-la-Vallée
Cœur-de-la-Vallée est une commune française, située dans le département de la Marne en région Grand Est.
Elle est créée le 1er janvier 2023 par la fusion des communes de Binson-et-Orquigny, Reuil et Villers-sous-Châtillon, sous le régime juridique des communes nouvelles.

## Géographie

### Localisation
Cœur-de-la-Vallée est située à l'ouest du département de la Marne, en région Grand Est. La commune se trouve à l'intersection des régions agricoles du Tardenois, de la Vallée de la Marne et du Vignoble.
La commune de Cœur-de-la-Vallée s'étend sur une superficie de 1 359 hectares,,, au sud du parc naturel régional de la Montagne de Reims. Sur son territoire, l'altitude varie de 66 à 254 mètres,,. Le village de Reuil et le hameau de l'Échelle se trouvent dans la vallée de la Marne, rivière qui délimite le territoire communal au sud. Les villages de Binson-et-Orquigny et Villers-sous-Châtillon sont implantés dans une vallée formée par le ru de Camp, qui s'écoule du nord-est au sud-ouest de la commune. Au nord et à l'est, le flanc sud de la Montagne de Reims s'avance dans la vallée de la Marne ; ses coteaux sont plantés de vignes du vignoble de Champagne.
Par la route, Cœur-de-la-Vallée se situe à 49 km de Châlons-en-Champagne, préfecture du département, à 16 km d'Épernay, sous-préfecture, et à 14 km de Dormans, bureau centralisateur du canton de Dormans-Paysages de Champagne dont dépend Cœur-de-la-Vallée depuis 2015. La commune fait en outre partie du bassin de vie de Dormans.
Cœur-de-la-Vallée est limitrophe de 7 communes :
| Baslieux-sous-Châtillon | Cuchery           | Belval-sous-Châtillon |
| Châtillon-sur-Marne     | Cœur-de-la-Vallée | Venteuil              |
|                         | Œuilly            | Boursault             |

### Hydrographie

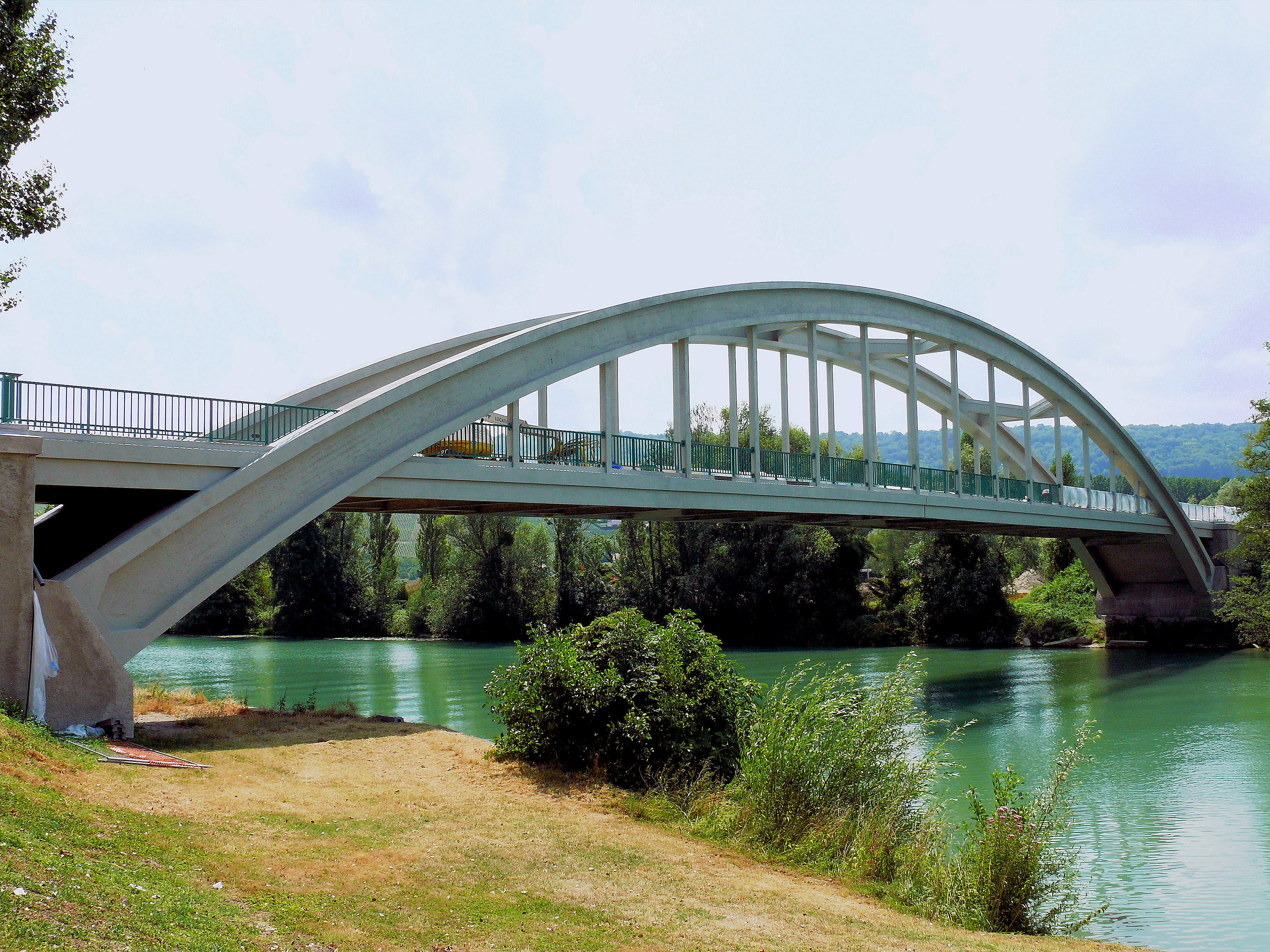
Le pont sur la Marne à Reuil.

La commune est dans la région hydrographique « la Seine de sa source au confluent de l'Oise (exclu) » au sein du bassin Seine-Normandie. Elle est drainée par la Marne, le ruisseau de Belval, le ru de Camp et divers autres petits cours d'eau,.
La Marne prend sa source sur le plateau de Langres, dans la commune de Saints-Geosmes (Haute-Marne) et se jette dans la Seine entre Charenton-le-Pont et Alfortville (Val-de-Marne) dans le quartier de Conflans-l'Archevêque. Les caractéristiques hydrologiques de la Marne sont données par la station hydrologique située sur la commune. Le débit moyen mensuel est de 85,9 m3/s. Le débit moyen journalier maximum est de 497 m3/s, atteint lors de la crue du 29 janvier 2018. Le débit instantané maximal est quant à lui de 500 m3/s, atteint le même jour.
Le ruisseau de Belval, d'une longueur de 13 km, prend sa source dans la commune de Belval-sous-Châtillon et se jette  dans la Marne à Châtillon-sur-Marne, après avoir traversé cinq communes.
Un plan d'eau complète le réseau hydrographique : la Grevière (10,3 ha),.

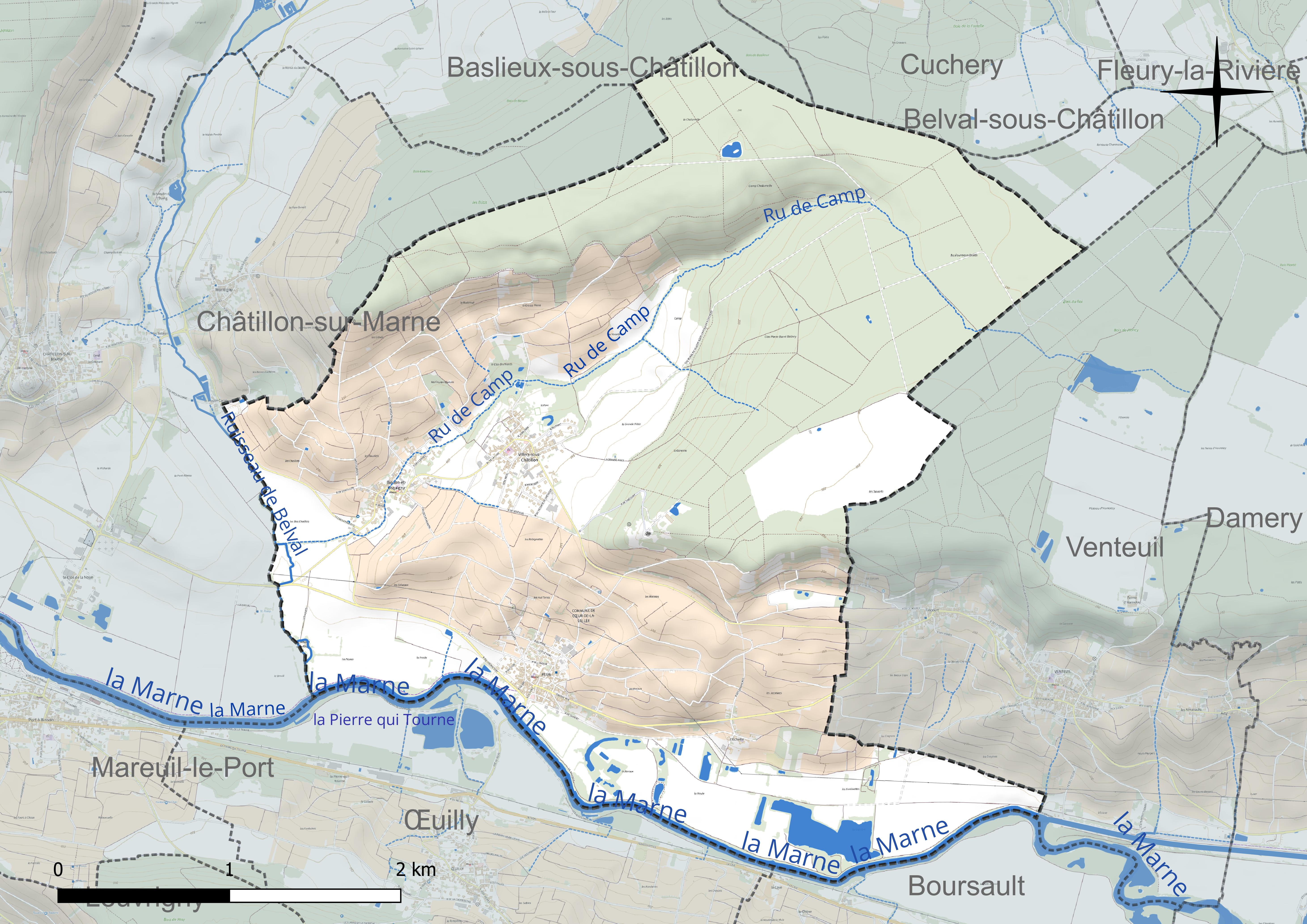
Réseau hydrographique de Cœur-de-la-Vallée.

## Urbanisme

### Typologie
Au 1er janvier 2024, Cœur-de-la-Vallée est catégorisée commune rurale à habitat dispersé, selon la nouvelle grille communale de densité à sept niveaux définie par l'Insee en 2022.
Elle est située hors unité urbaine et hors attraction des villes,.

### Occupation des sols
L'occupation des sols de la commune, telle qu'elle ressort de la base de données européenne d’occupation biophysique des sols Corine Land Cover (CLC), est marquée par l'importance des territoires agricoles (55,2 % en 2018), une proportion sensiblement équivalente à celle de 1990 (54,4 %). On note une différence notable entre Villers-sous-Châtillon (73,9 % de forêts) et les deux autres communes déléguées, où les terres agricoles dominent (72,8 % à Binson-et-Orquigny et 75,7 % à Reuil).
La répartition détaillée en 2018 pour la commune est la suivante : forêts (36,5 %), cultures permanentes (29,6 %), terres arables (20,1 %), zones urbanisées (6,7 %), zones agricoles hétérogènes (5,5 %) et eaux continentales (1,6 %).
L'évolution de l’occupation des sols de la commune et de ses infrastructures peut être observée sur les différentes représentations cartographiques du territoire : la carte de Cassini (XVIIIe siècle), la carte d'état-major (1820-1866) et les cartes ou photos aériennes de l'IGN pour la période actuelle (1950 à aujourd'hui).

### Habitat et logement

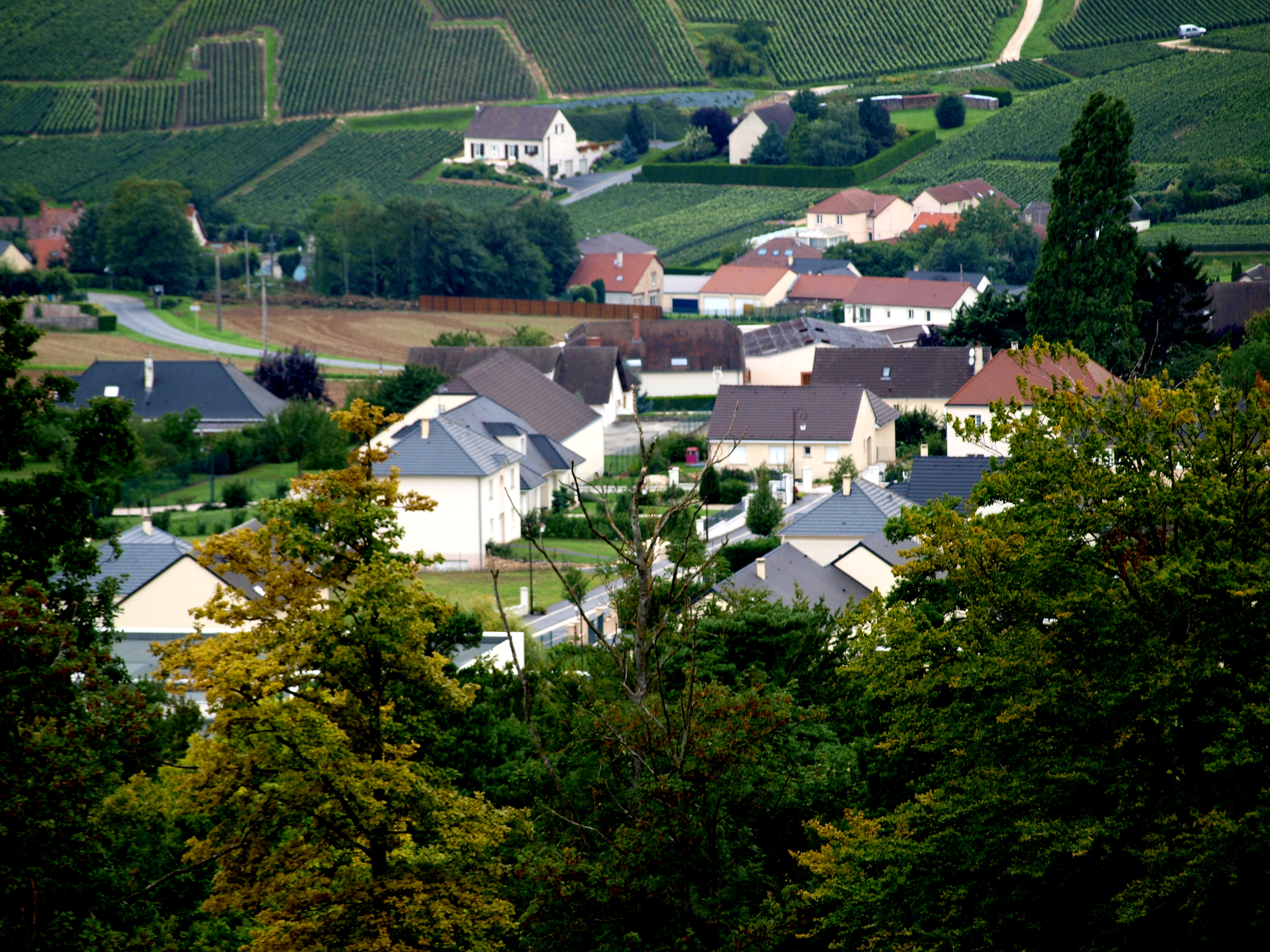
Vue de maisons récentes à Villers-sous-Chatillon, depuis le château.

En 2021, Cœur-de-la-Vallée compte 361 logements. Ces logements sont à 96 % des maisons ; la commune ne comptant que 14 appartements. En raison de la prévalence des maisons, les résidences principales de Cœur-de-la-Vallée disposent en moyenne de 5,4 pièces.
Le tableau ci-dessous présente une comparaison de quelques indicateurs chiffrés du logement pour Cœur-de-la-Vallée, la communauté de communes des Paysages de la Champagne (CCPC), le département de la Marne et la France entière :
|                                                            | Cœur-de-la-Vallée | CCPC   | Marne   | France     |
| ---------------------------------------------------------- | ----------------- | ------ | ------- | ---------- |
| Ensemble des logements                                     | 361               | 11 470 | 300 919 | 37 155 918 |
| Part des résidences principales (en %)                     | 76,9              | 80,9   | 87,5    | 82,2       |
| Part des résidences secondaires (en %)                     | 5,6               | 5,8    | 3,4     | 9,7        |
| Part des logements vacants (en %)                          | 17,4              | 13,4   | 9,1     | 8,1        |
| Part des propriétaires de leur résidence principale (en %) | 79,0              | 76,4   | 52,2    | 57,5       |

À Cœur-de-la-Vallée, en 2021, 76,9 % des logements sont des résidences principales, 5,6 % des résidences secondaires et 17,4 % des logements vacants. Par ailleurs, 79 % des ménages sont propriétaires de leur résidence principale. Cœur-de-la-Vallée se démarque alors par un nombre supérieur à la moyenne de logements vacants et de ménages propriétaires de leur résidence principale.
Parmi les 276 résidences principales construites avant 2019, 15,7 % avaient été construites avant 1919, 19,7 % entre 1919 et 1945, 20,1 % entre 1946 et 1970, 22,7 % entre 1971 et 1990, 11,3 % entre 1991 et 2005 et 10,5 % entre 2006 et 2018.
Le tableau ci-dessous présente l'évolution du nombre de logements sur le territoire de la commune, par catégorie, depuis 1968 :
|                        | 1968 | 1975 | 1982 | 1990 | 1999 | 2010 | 2015 | 2021 |
| ---------------------- | ---- | ---- | ---- | ---- | ---- | ---- | ---- | ---- |
| Résidences principales | 238  | 254  | 258  | 266  | 275  | 306  | 288  | 278  |
| Résidences secondaires | 17   | 16   | 30   | 11   | 28   | 5    | 15   | 20   |
| Logements vacants      | 10   | 24   | 28   | 41   | 13   | 56   | 58   | 63   |
| Total                  | 265  | 294  | 316  | 318  | 316  | 367  | 360  | 361  |

### Voies de communication et transports
Cœur-de-la-Vallée est desservie par la route départementale 1, qui passe au sud de Reuil et suit la vallée de la Marne entre Vincelles (au nord de Dormans) à l'ouest et Saint-Martin-sur-le-Pré (au nord de Châlons-en-Champagne à l'est. Binson-et-Orquigny et Villers-sous-Châtillon sont reliés à cet axe principal par la route départementale 501.

## Histoire
La commune nouvelle est créée officiellement le 1er janvier 2023 par arrêté préfectoral du 28 septembre 2022, avec la transformation des trois anciennes communes en « communes déléguées ».

## Politique et administration

### Communes fondatrices
| Nom                    | Code Insee | Intercommunalité                | Superficie (km2) | Population (dernière pop. légale) | Densité (hab./km2) |
| ---------------------- | ---------- | ------------------------------- | ---------------- | --------------------------------- | ------------------ |
| Reuil (siège)          | 51457      | CC des Paysages de la Champagne | 5,36             | 281 (2020)                        | 52                 |
| Binson-et-Orquigny     | 51063      | CC des Paysages de la Champagne | 3,39             | 166 (2020)                        | 49                 |
| Villers-sous-Châtillon | 51637      | CC des Paysages de la Champagne | 4,84             | 210 (2020)                        | 43                 |

### Liste des maires
En attendant les élections municipales de 2026, le conseil municipal élisant le maire sera composé des 15 conseillers municipaux des deux communes. 
| Période | Période  | Identité         | Étiquette | Qualité                                 |
| ------- | -------- | ---------------- | --------- | --------------------------------------- |
| 2023    | En cours | David Quatrevaux | -         | Maire de Binson-et-Orquigny (2010-2023) |

## Équipements et services publics

### Eau et déchets
L'approvisionnement en eau potable et l'assainissement des eaux usées sont des compétences de la communauté de communes des Paysages de la Champagne.
La commune de Cœur-de-la-Vallée est alimentée en eau potable par les captages de Châtillon-sur-Marne. La production et la distribution d'eau potable font l'objet d'une délégation de service public confiée à Suez jusqu'en 2029.
La commune déléguée de Binson-et-Orquigny est raccordée à la station d'épuration de Châtillon-sur-Marne tandis que Villers-sous-Châtillon dispose d'une station d'épuration à filtre à sable d'une capacité de 250 équivalent-habitants. L'assainissement collectif y est assuré par Veolia dans le cadre d'une délégation de service public confiée par la communauté de communes et courant jusqu'en 2029. À Reuil, l'assainissement est non collectif et assuré en régie par la communauté de communes.
La communauté de communes est également compétente en matière de déchets. La collecte des ordures ménagères résiduelles et des déchets recyclables est réalisée en porte à porte. La communauté de commune adhérant au syndicat de valorisation des ordures ménagères de la Marne (SYVALOM), ces déchets sont amenés au centre de transfert départemental de Pierry puis valorisés sur le site de La Veuve. La collecte du verre et des textiles se fait en apport volontaire. La communauté de communes met par ailleurs six déchèteries à disposition de ses habitants, accessibles après création d'une carte d'accès : à Châtillon-sur-Marne, Damery-Venteuil, Fèrebrianges, Mareuil-le-Port, Montmort-Lucy et Trélou-sur-Marne.

### Enseignement

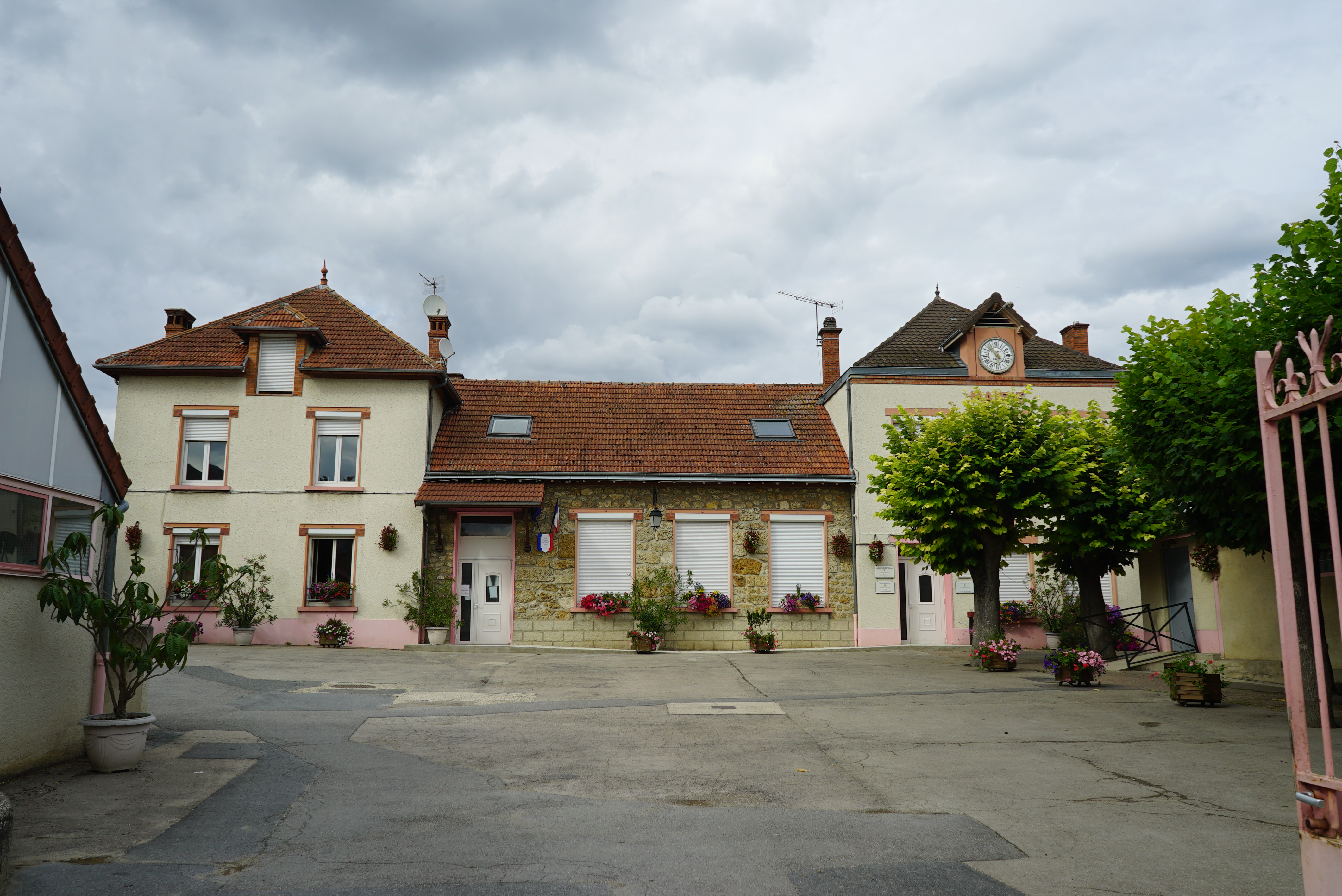
La mairie-école de Reuil.

Cœur-de-la-Vallée  fait partie de l'académie de Reims.
La commune dispose d'une école maternelle de 14 élèves située rue Aristide Briand à Villers-sous-Châtillon et deux écoles élémentaires, l'une de 12 élèves dans la Grande Rue de Reuil et l'autre de 11 élèves rue Blanche à Binson-et-Orquigny (chiffres 2024-2025).
Les jeunes de Cœur-de-la-Vallée sont ensuite rattachés au collège Professeur Nicaise de Mareuil-le-Port et au lycée Stéphane-Hessel d'Épernay.

### Postes et télécommunications
Plusieurs boîtes aux lettres de La Poste se trouvent sur le territoire de la commune :
- rue Blanche et rue du Lubre à Binson-et-Orquigny ;
- rue Bacchus à l'Échelle (Reuil) ;
- rue du Château, rue de la Glacière, rue Millésime, rue de Reuil et rue du Vignoble à Villers-sous-Châtillon.

Les bureaux de poste les plus proches sont situés à Port-à-Binson, Châtillon-sur-Marne et Damery.

### Justice, sécurité et secours
Du point de vue judiciaire, Cœur-de-la-Vallée relève du conseil de prud'hommes, du tribunal de commerce, du tribunal judiciaire, du tribunal paritaire des baux ruraux et du tribunal pour enfants de Reims, dans le ressort de la cour d'appel de Reims. Pour le contentieux administratif, la commune dépend du tribunal administratif de Châlons-en-Champagne et de la cour administrative d'appel de Nancy.
Cœur-de-la-Vallée est située en secteur Gendarmerie nationale et dépend de la brigade de Châtillon-sur-Marne.
En matière d'incendie et de secours, le centre d'incendie et de secours le plus proche est celui de Dormans, dépendant du Service départemental d'incendie et de secours (SDIS) de la Marne. La commune est rattachée au centre de première intervention de Venteuil-Damery qui compte 17 sapeurs-pompiers volontaires intercommunaux suppléant les pompiers professionnels du SDIS.

## Population et société

### Démographie
L'évolution du nombre d'habitants est connue à travers les recensements de la population effectués dans la commune depuis sa création.

En 2022, la commune comptait 645 habitants.
| 2019 | 2020 | 2021 | 2022 |
| ---- | ---- | ---- | ---- |
| 656  | 657  | 648  | 645  |

### Cultes
Pour le culte catholique, les églises de la commune dépendent de la paroisse Urbain II, au sein du diocèse de Reims.

### Médias
La presse écrite régionale comprend le quotidien L'Union et l'hebdomadaire L'Hebdo du vendredi.
Parmi les stations de radio locales, il est possible de citer Ici Champagne-Ardenne et Champagne FM.

## Pour approfondir